# 兼山駅
兼山駅（かねやまえき）は、かつて岐阜県可児郡兼山町（現・可児市）にあった、名古屋鉄道八百津線の駅（廃駅）である。同線の廃線に伴い、2001年（平成13年）10月1日に廃駅となった。

## 歴史
- 1930年（昭和5年）
  - 4月30日：東美鉄道の伏見口（現・明智） - 当駅間開業により、終着駅として開業。
  - 10月1日：当駅 - 八百津間開業。途中駅となる。
- 1940年（昭和15年）6月7日：ダム建設専用鉄道（0.6 km ガソリン機関車）が開通[2]
- 1943年（昭和18年）3月1日：名古屋鉄道が東美鉄道を合併、同社の美線の駅となる。
- 1948年（昭和23年）5月16日：線名改称により八百津線の駅となる。
- 1961年（昭和36年）度：貨物営業廃止[3]。
- 1969年（昭和44年）11月6日：無人化[4]。
- 2001年（平成13年）9月30日：八百津線廃線により廃駅となる。

## 駅構造
昔は交換設備や側線があり比較的構内は広くなっていたが、廃止時点では使用停止となり駅舎の反対側のみ使用の島式1面1線の無人駅になっていた。なお、無人化されても駅舎は残っていた。廃止時点では窓口はベニヤ板で固く覆われていた。
廃止後に駅舎は解体され、線路なども撤去され「みんなの駅ひろば」として整備されている。

### 配線図
| ← 明智方面 | 兼山駅 構内配線略図 | → 八百津方面 |
| 凡例 出典: |                     |              |

## 乗客・貨物の推移
- 『名古屋鉄道百年史』によると1992年度当時の1日平均乗降人員は338人であり、この値は岐阜市内線均一運賃区間内各駅（岐阜市内線・田神線・美濃町線徹明町駅 - 琴塚駅間）を除く名鉄全駅（342駅）中298位、広見線・八百津線（16駅）中12位であった[1]。
- 『『岐阜県統計書デジタルアーカイブ』』による統計は以下の通り（1936-1954年は該当項目なし、1964年以降はネット未公開）

| 年度 | 乗車人員 | 降車人員 | 貨物発送トン | 貨物到着トン |
| ---- | -------- | -------- | ------------ | ------------ |
| 1930 | 19,444   | 19,142   | 149          | 1,312        |
| 1931 | 17,714   | 18,019   | 125          | 943          |
| 1932 | 14,481   | 14,673   | 106          | 950          |
| 1933 | 13,518   | 13,614   | 114          | 1,054        |
| 1934 | 14,085   | 14,405   | 111          | 962          |
| 1935 | 16,026   | 16,724   | 116          | 963          |
|      |          |          |              |              |
| 1955 | 151,206  | 100,788  | 451          | 1,133        |
| 1956 | 155,937  | 154,666  | 1,030        | 1,273        |
| 1957 | 174,350  | 173,356  | 775          | 1,449        |
| 1958 | 179,780  | 180,277  | 743          | 1,281        |
| 1959 | 185,736  | 188,010  | 1,513        | 783          |
| 1960 | 202,068  | 201,387  | 865          | 766          |
| 1961 | 206,502  | 206,961  | 0            | 0            |
| 1962 | 219,723  | 219,941  | 0            | 0            |
| 1963 | 228,969  | 230,836  | 0            | 0            |

## 駅周辺
- 岐阜県道365号和知兼山停車場線
- 兼山町役場
- 古城山（兼山城址）
- 兼山湊跡
- 兼山ダム

## 隣の駅
名古屋鉄道
八百津線
兼山口駅 - 兼山駅 - 中野駅
- 1965年4月5日までは、兼山口駅との間に城門駅が存在した。